# حامی (فیلم)
حامی فیلمی به کارگردانی و نویسندگی قدرت‌الله صلح‌میرزایی و تهیه‌کنندگی محمد بانکی و اصغر بانکی محصول سال ۱۳۷۳ است. این فیلم در شهریور ۱۳۷۴ بر روی پرده سینما رفت.

## خلاصه فیلم
نوجوانی به نام رضا نگران مادر بیمارش است. او برای رساندن مادرش به بیمارستان، مردی را که در روستایشان صاحب ماشین است، وادار می‌کند تا آنها را به شهر برساند و...